# Callimetopus capito
Callimetopus capito är en skalbaggsart som först beskrevs av Francis Polkinghorne Pascoe 1865.  Callimetopus capito ingår i släktet Callimetopus och familjen långhorningar.
Artens utbredningsområde är Filippinerna. Inga underarter finns listade.